# Paulínia Mavericks
Paulínia Mavericks é uma associação esportiva de futebol americano da cidade de Paulínia, do estado de São Paulo, fundada em novembro de 2009, filiada à CBFA e FeFASP.

## História
A associação foi fundada em 10 de Outubro de 2010 em Campinas com o nome Campinas Mavericks depois da fusão das equipes Campinas Barons e Campinas Pandas. Após um ano na cidade, a associação se mudou para Paulínia por falta de apoio da prefeitura municipal e principalmente, de local apropriado para os treinos. Com a mudança a equipe passou a se chamar Paulínia Mavericks e realizou seu primeiro jogo oficial em 1º de maio de 2011, um amistoso contra a equipe de Rio Preto, o Rio Preto Weilers.
Em 2012 participou da primeira competição full-pad (equipado) ficando em 4º lugar, desbancando equipes tradicionais do estado de São Paulo.

### O nome
O nome Mavericks é uma homenagem ao norte-americano Samuel Augustos Maverick, criador de gado que não gostava das práticas agropecuárias e que nunca marcou seus animais. A expressão Maverick acabou sendo utilizada para indicar animal não marcado com ferrete. Em 1880 o termo ganhou conotação política e indicava políticos que não reconheciam a liderança de partidos.

### Mavericks no México
Em 2016 o Paulínia Mavericks foi convidado a participar de um torneio internacional em Huixquilucan no México, a Copa América de Futebol Americano. A segunda edição do torneio contou com a participação de três equipes brasileiras, três equipes colombianas, quatro equipes mexicanas, uma equipe peruana e uma romena, totalizando 12 times.

## Mav's Girls
A associação possui uma equipe feminina de flag football conhecida como Mav's Girls. Em 07 de abril de 2013 um grupo formado por namoradas, amigas e torcedoras da equipe principal, deixou a sideline para formar dentro de campo, mais uma equipe da associação. As meninas, como carinhosamente são chamadas, foram destaque também no México consagrando-se vice-campeãs da América.

### Conquistas
- 1º lugar I Beauty Bowl (Diadema Diamonds FA, 2016);
- 2º lugar II Copa América de Flag Football (UIDFAL, 2016);
- 2º lugar I Campeonato Paulista de Flag Football (FeFASP, 2014);

## Estatísticas
Temporada 2017 

Amistoso de preparação (1 jogo; 1 derrota.)
| Data  | Resultado          | Resultado | Resultado    | Local          |
| 23/04 | Paulínia Mavericks | 00 x 06   | Cane Cutters | Piracicaba, SP |

Taça 9 de Julho - FeFASP (5 jogos; 2 vitórias; 3 derrotas.)
| Data  | Resultado            | Resultado | Resultado                 | Local         |
| 27/08 | Paulínia Mavericks   | 37 x 34   | Inter de Limeira Tomahawk | Paulínia, SP  |
| 10/09 | Sorocaba Nêmesis     | 09 x 27   | Paulínia Mavericks        | Limeira, SP   |
| 24/09 | Empyreo Leme Lizards | 54 x 00   | Paulínia Mavericks        | Leme, SP      |
| 08/10 | Spartans Football    | 08 x 06   | Paulínia Mavericks        | São Paulo, SP |
| 22/10 | São Paulo Monsters   | 22 x 00   | Paulínia Mavericks        | São Paulo, SP |

 Temporada 2016 

Amistosos de preparação (2 jogos; 1 vitória; 1 derrota.)
| Data  | Resultado          | Resultado | Resultado            | Local        |
| 03/04 | Paulínia Mavericks | 19 x 13   | Botafogo Challengers | Paulínia, SP |
| 01/05 | Santos Tsunami     | 28 x 21   | Paulínia Mavericks   | Santos, SP   |

Liga Nacional de Futebol Americano - CBFA (4 jogos; 1 vitória; 3 derrotas.)
| Data  | Resultado           | Resultado | Resultado            | Local                   |
| 24/07 | Paulínia Mavericks  | 30 x 35   | Empyreo Leme Lizards | Paulínia, SP            |
| 07/08 | Paulínia Mavericks  | 08 x 34   | Rio Preto Weilers    | Paulínia, SP            |
| 17/09 | Prudente Coronéis   | 08 x 16   | Paulínia Mavericks   | Presidente Prudente, SP |
| 09/10 | Ponte Preta Gorilas | 41 x 14   | Paulínia Mavericks   | Vinhedo, SP             |

 Temporada 2015 

Super Copa São Paulo - FeFASP (5 jogos; 2 vitórias; 3 derrotas.)
| Data  | Resultado           | Resultado | Resultado                | Local          |
| 15/03 | Paulínia Mavericks  | 49 x 00   | Rio Branco Cabritos      | WO             |
| 29/03 | Paulínia Mavericks  | 20 x 26   | Pouso Alegre Gladiadores | Paulínia, SP   |
| 19/04 | Vinhedo Lumberjacks | 21 x 28   | Paulínia Mavericks       | Votorantim, SP |
| 03/05 | Vipers Army         | 46 x 07   | Paulínia Mavericks       | Votorantim, SP |
| 31/05 | Nêmesis Football    | 22 x 21   | Paulínia Mavericks       | Votorantim, SP |

Amistoso de preparação (1 jogo; 1 derrota.)
| Data  | Resultado          | Resultado | Resultado       | Local        |
| 09/08 | Paulínia Mavericks | 27 x 28   | Cronos Football | Paulínia, SP |

Taça 9 de Julho - FeFASP (6 jogos; 4 vitórias; 2 derrotas.)
| Data  | Resultado               | Resultado | Resultado             | Local           |
| 13/09 | Empyreo Leme Lizards    | 24 x 22   | Paulínia Mavericks    | Leme, SP        |
| 27/09 | Limeira Tomahawk        | 15 x 39   | Paulínia Mavericks    | Jaboticabal, SP |
| 11/10 | Piracicaba Cane Cutters | 14 x 29   | Paulínia Mavericks    | Piracicaba, SP  |
| 08/11 | Paulínia Mavericks      | 54 x 28   | Jaboticabal Defenders | Paulínia, SP    |
| 22/11 | Paulínia Mavericks      | 20 x 00   | Cronos Football       | Paulínia, SP    |
| 06/12 | Underdogs Football      | 20 x 06   | Paulínia Mavericks    | Leme, SP        |

## Tryout
A equipe faz regularmente dois tryout's (seletivas) no ano, um em cada semestre visando o início da próxima temporada.
- O try-out de 2016 foi realizado em 19 de novembro com 61 candidatos.
- O último try-out foi realizado em 25 de março com 44 candidatos.

## Rivalidades
A equipe tem como rivais Ocelots, da cidade de Jundiaí, Empyreo Leme Lizards, de Leme e também o Vinhedo Lumberjacks, de Vinhedo (Atual Ponte Preta Gorillas)

## Apoio
- InFlux English School;
- Exclusive Studio Cambuí;
- Prefeitura Municipal de Paulínia.